# Korthalsia
Korthalsia Blume, es un género con 44 especies de plantas con flores perteneciente a la familia de las palmeras (Arecaceae). Es el único género que pertenece a la subtribu Korthalsiinae.

## Distribución y hábitat
El género se concentra en torno a la plataforma de la Sonda en el norte de Indochina, las Islas Andamán y Birmania y el sur de Célebes y Nueva Guinea. Se limitan a los trópicos donde se desarrollan en tierras bajas o en las colinas de los bosques lluviosos, brilla por su ausencia en las regiones montañosas, y algunos están estrictamente limitados a las rocas, mientras que otros son expertos en colonizar los bosques abiertos.

## Descripción
En las plantas jóvenes, los troncos y pecíolos están cubiertos en espinas. Las plantas maduras suelen perder las espinas del pecíolo y raquis, pero la conservará en el tronco durante su crecimiento. Los troncos son pequeños a moderados y la mayoría se encuentran entre los pocos en la palma con una división de los tallos. Los troncos están desnudos en la parte inferior. El ocrea suele ser sumamente hinchado y habitáculo de hormigas. Las hojas son pinnadas.
Como hermafroditas, las flores también son poco frecuentes con machos y hembras presentes en órganos de cada uno. La inflorescencia es corta y gruesa, una o dos veces ramificadas, con flores bisexuales colgando de largos tallos peludos. El fruto es esférico a ovoide, escamoso y que madura a un color naranja, rojo o marrón con semillas basales.
Restos fosilizados de polen atribuible a este género se ha recuperado en depósitos de la parte superior del Mioceno en el noroeste de Borneo, y su larga historia, y su amplia variedad de características inusuales puede indicar que su hábito ha evolucionado independientemente de otros ratán.
Las abejas son visitantes de sus flores, mientras que Anthracoceros convexus se alimenta de los frutos.

## Especies seleccionadas
| - Korthalsia andamanensis - Korthalsia angustifolia - Korthalsia bejaudii - Korthalsia brassii - Korthalsia celebica - Korthalsia cheb - Korthalsia concolor - Korthalsia debilis - Korthalsia echinometra - Korthalsia ferox - Korthalsia flabellum - Korthalsia flagellaris - Korthalsia furcata - Korthalsia furtadoana - Korthalsia hispida | - Korthalsia jala - Korthalsia junghuhnii - Korthalsia laciniosa - Korthalsia lanceolata - Korthalsia merrillii - Korthalsia paucijuga - Korthalsia penduliflora - Korthalsia rigida - Korthalsia robusta - Korthalsia rogersii - Korthalsia rostrata - Korthalsia scaphigeroides - Korthalsia scortechinii - Korthalsia tenuissima - Korthalsia zippelii |